# Leyvaux
Leyvaux település Franciaországban, Cantal megyében. Lakosainak száma 36 fő (2022. január 1.). Leyvaux Laurie, Autrac, Saint-Étienne-sur-Blesle, Anzat-le-Luguet és Apchat községekkel határos.

## Népesség
A település népességének változása:
| Lakosok száma | 98   | 57   | 50   | 30   | 37   | 38   | 37   | 35   | 34   | 36   |
|               | 1968 | 1982 | 1990 | 2006 | 2013 | 2015 | 2017 | 2019 | 2020 | 2022 |